# 大崎城
大崎城（おおさきじょう）は、鳥取県鳥取市気高町奥沢見にあった日本の城。

## 概要・遺構
大崎城は標高94メートル（比高88メートル）の日本海に突き出た尾根の頂部に位置している。
現在は鳥取市になっているが合併前においては気高郡気高町と鳥取市の境に位置し、城の大手は鳥取市、南西部の郭は気高町と分断されていた（城が築かれた当時においても気多郡と高草郡の境を跨いでいた）。
現存している遺構は曲輪、土塁、石垣、堀切がある。頂部に存在する主郭は東西35メートル、南北19メートルの広さを持ち、主郭から東の大手にかけては階段状に曲輪が連なっている。主郭南西方向にも曲輪群が存在し、城域は広範囲に及ぶ。
このように多くの遺構を良好に保存するが、史跡としての整備はされておらず、周辺の耕作地の放棄もあり、登城道は草木に覆われて登城は困難となっている。

## 歴史
文献上の初見は天文13年（1544年）までさかのぼる。『陰徳太平記』によれば同年4月の尼子晴久の因幡侵攻の際、大崎城は反尼子の拠点であったというが3万の大軍に恐れをなし、攻略されたという。ただし、この時の城主が誰であるかは不明である。
『因幡志』によると天正9年（1581年）の羽柴秀吉の鳥取城攻めの際、大崎城には樋土佐右衛門が城主としてこもっていたと言うが、他に傍証となる史料がないため定かではない。
一方、『陰徳太平記』には鳥取城攻めの際の城主として田公備前守高次が記されている。加えて近隣の気多郡内にある勝山城も高次が、宮吉城は田公高家がこれを管掌しており、大崎城も田公一族が守っていたと考えることもできる。
鳥取城攻めの際には毛利方の城として泊、勝山城とともに攻撃目標に挙げられていた。同年9月には松井康之の水軍によって城の山下が焼き払われているが、この時は落城までには至らなかった。ただし、同年中には秀吉によって開城させられている。
天正10年（1582年）2月14日未明、吉川経家の孝養に報いるとして因幡国へ侵攻した吉川元春は、杉原氏率いる1500の軍勢を大崎城へ差し向けた。当時、大崎城は木下民部大輔ら因幡国人衆800余名が守っていたが、不意を突かれた木下氏ら混成軍は総崩れとなり、460余名が討ち取られ瞬く間に落城した。以降、大崎城に関する記述は見えずまもなく廃城したと考えられている。